# Nuclear Death Terror
Nuclear Death Terror ist eine dänische D-Beat- und Crustcore-Band aus Kopenhagen, die im Jahr 2003 gegründet wurde.

## Geschichte
Die Band wurde im Jahr 2003 gegründet. Im Jahr 2005 erschien ein erstes Demo, zudem ging die Gruppe auf Europatournee. Im Jahr 2006 erschien über Plague Bearer Records das selbstbetitelte  Debütalbum. Danach folgten Besetzungswechsel sowie die EPs Ceaseless Desolation und Total Annihilation und Touren durch Europa und Mexiko. Im Jahr 2010 verlegte die Gruppe ihren Sitz nach Australien, ehe 2011 weitere Auftritte in Japan und Südostasien folgten. 2012 erschien über Southern Lord das Album Chaos Reigns, wofür die Aufnahmen 2011 im Studio 246 in Osaka und im Studio Bengt in Malmö stattfanden. Die Lieder des Albums sind zudem auf den bisher erschienenen Tonträgern Ceaseless Desolation, Total Annihilation und Blood Fire Chaos Death zu finden. 2013 war die Band auf dem Obscene Extreme zu sehen.

## Stil
Laut Eduardo Rivadavia von Allmusic ist die Band auf Chaos Reigns dem Crustcore zuzuordnen. Lieder wie Collapse, Total Annihilation und Devolve to Submission würden zudem D-Beat-Einflüsse aufweisen. In den Songs Descent, Mindchain und World Enslaved verwende die Band Breakdowns. Laut Simon Brunner vom Ox-Fanzine spielt die Band auf ihrem selbstbetitelten Debütalbum eine Mischung aus D-Beat und Crustcore, die mit der Musik von Wolfpack vergleichbar sei. Zudem lasse die Leadgitarre gelegentlich leichte Einflüsse aus dem Metal erkennen.

## Diskografie
- Demo 2005 (Demo, 2005, Eigenveröffentlichung)
- Nuclear Death Terror (Album, 2006, Plague Bearer Records)
- As We Consume Shall We Be Consumed, As We Destroy Be Destroyed (EP, 2007, D-Takt & Råpunk Records)
- Ceaseless Desolation (EP, 2008, Plague Bearer Records)
- Discography 2005-2008 (Kompilation, 2008, Dogma Destroyer Records)
- Total Annihilation (EP, 2009, Plague Bearer Records)
- Total Nuclear Annihilation 2011 (Kompilation, 2010, Crew for Life Records)
- Blood Fire Chaos Death (EP, 2012, D-Takt & Råpunk Records)
- Chaos Reigns (Album, 2012, Southern Lord)
- Equinox (EP, 2013, Black Seeds Records)